# Hans Teschemacher
Hans Teschemacher (* 6. Januar 1884 in Lodz; † 22. Juli 1959 in Tübingen) war ein deutscher Finanzwissenschaftler und Hochschullehrer.

## Wirken
Nach seiner Reifeprüfung 1902 am Friedrichswerderschen Gymnasium in Berlin studierte Teschemacher vom Wintersemester 1902/03 bis Wintersemester 1905/06 Rechtswissenschaft und Geschichte an der Universität Berlin, im Sommersemester 1906 und Wintersemester 1906/07 an der Universität Marburg und im Sommersemester 1907 an der Universität Heidelberg, wo er 1907 bei Georg Jellinek zum Dr. iur. promoviert wurde. Sein Interesse verschob sich immer mehr zur Nationalökonomie, so dass er im Sommersemester 1908 an der Universität Greifswald und vom Wintersemester 1908/09 bis zum Sommersemester 1913 an der Universität Leipzig weiterstudierte. Nach Lehrtätigkeiten an der Universität Leipzig und der Universität Münster im Bereich der Finanzwissenschaft habilitierte er sich 1916 in Münster. Dort lehrte er bis 1922. Im Jahre 1923 wurde er als Nachfolger von Otto Gerlach Ordinarius für Volkswirtschaftslehre an der Universität Königsberg und schließlich von 1929 bis 1951 als Nachfolger von Robert Wilbrandt ordentlicher Professor für Volkswirtschaftslehre und Finanzwissenschaft an der Eberhard-Karls-Universität Tübingen.
Im Jahre 1935 wurde unter seiner Leitung in Tübingen die Friedrich-List-Stiftung gegründet, dessen Vorstand er bis 1945 angehörte. Sie dient seither vor allem der Förderung der Arbeit an der Wirtschaftswissenschaftlichen Fakultät dieser Universität und ihrer Studenten. 1954 erhielt Teschemacher die Ehrendoktorwürde der Universität Bonn.

## Veröffentlichungen (Auswahl)
- Das Recht der Unterrichtsanstalten in der juristischen Literatur des alten deutschen Reichs. Hörning, Heidelberg 1907 (Dissertation Universität Heidelberg).
- Die Einkommenssteuer und die Revolution in Preußen. Eine finanzwissenschaftliche und allgemeingeschichtliche Studie über das preußische Einkommensteuerprojekt von 1847. Laupp, Tübingen 1912.
- Reichsfinanzreform und Innere Reichspolitik 1906–1913. Ein geschichtliches Vorspiel zu den Ideen von 1914. Springer, Berlin 1915 (Habilitationsschrift Universität Münster).
- Die Einkommensteuer. Mohr, Tübingen 1926.
- (Hrsg.): Festgabe für Georg von Schanz. Zwei Bände (= Beiträge zur Finanzwissenschaft, Bd. 1 u. 2). Mohr, Tübingen 1928.
- Finanzwissenschaft. In: Friedrich Giese (Hrsg.): Die Beamten-Hochschule. Lehr- und Handbuch zur hochschulmäßigen Fortbildung der deutschen Beamten. Bd. 2,3,2. Teil 2. Spaeth & Linde, Berlin 1930, S. 979–1234.
- Die geistesgeschichtliche Linie in der Entwicklung des finanzwirtschaftlichen Denkens. Tübinger Antrittsvorlesung (= Recht und Staat in Geschichte und Gegenwart, H. 84). Mohr, Tübingen 1931.
- Der deutsche Staat und der Kapitalismus (= Deutsche Gegenwart und ihre geschichtlichen Wurzeln, H. 9.). Kohlhammer, Stuttgart 1933.

Festschrift
- Probleme der Finanztheorie und Finanzpolitik. Festschrift für Hans Teschemacher (= Finanzarchiv, N.F., Bd. 19,1). Mohr, Tübingen 1959.